# Drugi opijumski rat
Drugi opijumski rat (kineski: 第二次鴉片戰爭; pinyin: Dì'èrcì Yāpiàn Zhànzhēng) – poznat i kao Drugi anglo-kineski rat, Drugi kineski rat, Rat strelica ili Anglo-francuska ekspedicija na Kinu – bio je kolonijalni rat koji je trajao od 1856. do 1860., u kojem su se sukobili Britansko Carstvo i Drugo Francusko Carstvo protiv kineske dinastije Qing.
Bio je to drugi veliki sukob u Opijumskim ratovima, koji su se vodili oko prava na uvoz opijuma u Kinu, a rezultirao je drugim porazom dinastije Qing i prisilnom legalizacijom trgovine opijumom. Zbog toga su mnogi kineski dužnosnici vjerovali da sukobi sa zapadnim silama više nisu tradicionalni ratovi, već dio prijeteće nacionalne krize.
Godine 1860. britanske i francuske trupe iskrcale su se u blizini Pekinga kod tvrđava Taku, gdje su se prije toga dva puta borile za kontrolu, te su se probile u grad. Mirovni pregovori brzo su prekinuti i britanski visoki povjerenik za Kinu naredio je stranim trupama da opljačkaju i unište Carsku ljetnu palaču, kompleks palača i vrtova u kojima su carevi iz dinastije Qing upravljali državnim poslovima.
Tijekom i nakon Drugog opijumskog rata, Qing vlada također je bila prisiljena potpisati ugovore s Rusijom, kao što su Aigunski ugovor i Pekinška konvencija. Zbog toga je Kina Rusiji prepustila više od 1,500.000 km2 teritorija na svom sjeveroistoku i sjeverozapadu. Sa završetkom rata, Qing vlada mogla se usredotočiti na suzbijanje Taiping pobune i održavanje vlasti. Između ostalog, Pekinškom konvencijom Britancima je ustupljen poluotok Kowloon kao dio Hong Konga.